# Agama bocourti
Agama bocourti là một loài thằn lằn trong họ Agamidae. Loài này được Rochebrune mô tả khoa học đầu tiên năm 1884.